# Corrente della California

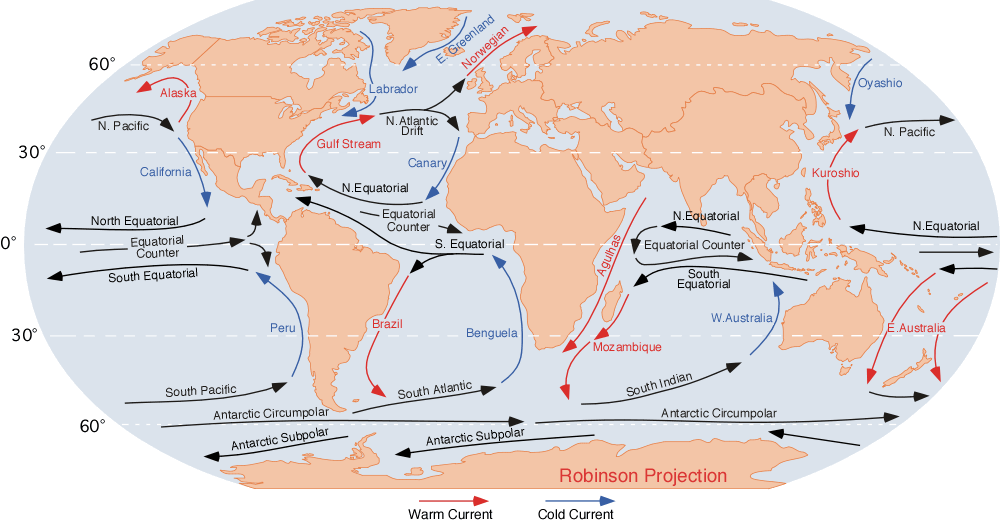
Le principali correnti oceaniche

La corrente della California è una corrente oceanica del Pacifico che fluisce in direzione sud lungo la costa occidentale dell'America del Nord. Si origina al largo della costa meridionale della Columbia Britannica e termina a sud della penisola di Bassa California. 
Viene considerata una corrente di frontiera orientale collegata all'influenza della linea costiera nordamericana sul suo corso. È una delle cinque maggiori correnti costiere collegate alle zone di upwelling; le altre sono la corrente di Humboldt, la corrente delle Canarie, la corrente del Benguela e la corrente della Somalia.
La corrente della California fa parte del vortice subtropicale del Nord Pacifico, una estesa corrente rotatoria che occupa la parte settentrionale del bacino dell'Oceano Pacifico. 